# Courfaivre

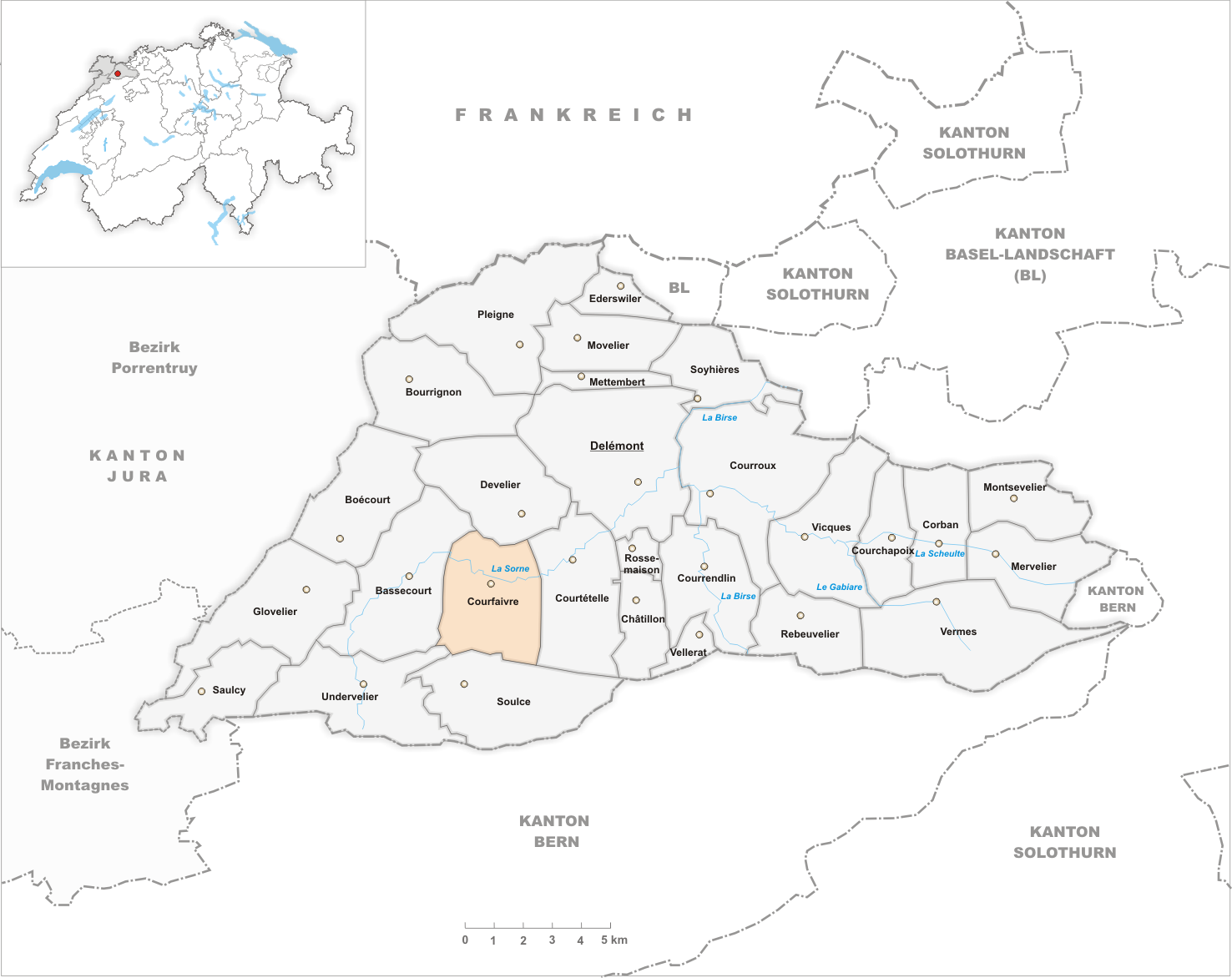
Gemeindestand vor der Fusion am 1. Januar 2013

Courfaivre war eine politische Gemeinde im Distrikt Delémont des Kantons Jura in der Schweiz.  Am 1. Januar 2013 fusionierte sie mit den Gemeinden Bassecourt, Glovelier, Soulce und Undervelier zur neuen Gemeinde Haute-Sorne.

## Geographie

Luftbild (1955)

Courfaivre liegt auf 460 m ü. M., sechs Kilometer südwestlich des Kantonshauptorts Delémont (Luftlinie). Das langgestreckte Dorf liegt südlich der Sorne, im westlichen Teil des Delsberger Beckens, einer breiten Senke im Faltenjura.
Die Fläche des 12,4 km² grossen Gemeindegebiets umfasst einen Abschnitt im Westen der landwirtschaftlich intensiv genutzten Ebene des Delsberger Beckens. Der zentrale Teil des Gemeindegebiets wird von der weiten Niederung der Sorne eingenommen, welche die Gegend zur Birs entwässert. Im Norden reicht das Gebiet auf den Hügel Sur Chaux (bis 589 m ü. M.), eine isolierte Erhebung im Delsberger Becken. Nach Süden erstreckt sich Courfaivre bis auf den Kamm der Jurakette Le Mont (bis 1026 m ü. M.). Ihr steiler Nordhang ist dicht bewaldet (Forêt de l'Aimery) und weist mehrere kleine Erosionstäler in der harten Deckschicht aus Kalkstein auf. Von der Gemeindefläche entfielen 1997 9 % auf Siedlungen, 40 % auf Wald und Gehölze und 51 % auf Landwirtschaft.
Zu Courfaivre gehören mehrere Einzelhöfe. Nachbargemeinden von Courfaivre sind Bassecourt, Develier, Courtételle, Soulce und Undervelier.

## Bevölkerung
| Bevölkerungsentwicklung | Bevölkerungsentwicklung |
| Jahr                    | Einwohner               |
| ----------------------- | ----------------------- |
| 1850                    | 668                     |
| 1900                    | 659                     |
| 1910                    | 777                     |
| 1930                    | 914                     |
| 1950                    | 1214                    |
| 1960                    | 1307                    |
| 1970                    | 1326                    |
| 1980                    | 1256                    |
| 1990                    | 1348                    |
| 2000                    | 1537                    |

Mit 1600 Einwohnern (Stand 31. Dezember 2012) gehörte Courfaivre zu den grösseren Gemeinden des Kantons Jura. Von den Bewohnern sind 91,9 % französischsprachig, 3,1 % deutschsprachig und 1,8 % italienischsprachig (Stand 2000). Die Bevölkerungszahl von Courfaivre hat besonders in der ersten Hälfte des 20. Jahrhunderts sowie während der 1990er-Jahre deutlich zugenommen.

## Wirtschaft
Courfaivre hat sich Ende des 19. Jahrhunderts zum Industriedorf entwickelt. Wichtigster Arbeitgeber im Dorf ist die Fahrrad-, Motorrad- und Maschinenfabrik Condor, die bereits 1893 gegründet wurde und in der Zeit zwischen den beiden Weltkriegen besonders erfolgreich war. Weitere Arbeitsplätze gibt es in den Bereichen Metallbau und mechanische Industrie. Wegen der fruchtbaren Böden in der Region hat auch die Landwirtschaft noch einen gewissen Stellenwert.

## Verkehr
Die Gemeinde ist verkehrsmässig gut erschlossen. Sie liegt an der Durchgangsstrasse von Delémont nach La Chaux-de-Fonds und hatte bis zur Eröffnung des Teilstücks Delémont – Porrentruy der Autobahn A16 regen Durchgangsverkehr. Am 15. Oktober 1876 wurde die Eisenbahnstrecke Delémont–Glovelier mit einem Bahnhof in Courfaivre eröffnet.

## Geschichte
Siedlungsspuren aus der späten Bronze- und Eisenzeit weisen auf eine sehr frühe Besiedlung des Gemeindegebietes von Courfaivre hin. Ein Münzdepot aus dem 1. Jahrhundert n. Chr. belegt die Anwesenheit der Römer. Im Weiteren wurden mehrere Friedhöfe aus dem Frühmittelalter entdeckt.
Erste Erwähnung findet das Dorf 1147 als Curfavro in einer Urkunde des Zisterzienserklosters Lucelle. Als eines der 13 freien Dörfer der Herrschaft Delsberg kam Courfaivre 1271 zum Fürstbistum Basel. Während des Dreissigjährigen Krieges wurde der Ort verwüstet. Von 1793 bis 1815 gehörte er zu Frankreich und war anfangs Teil des Département du Mont-Terrible, ab 1800 mit dem Département Haut-Rhin verbunden. Durch den Entscheid des Wiener Kongresses kam Courfaivre 1815 an den Kanton Bern. Seit dem 1. Januar 1979 gehört der Ort zum neu gegründeten Kanton Jura.

## Sehenswürdigkeiten
Die heutige Pfarrkirche, die dem heiligen Germain von Auxerre geweiht ist, wurde 1701 erbaut. 1953–54 wurde sie renoviert und erweitert. Sie besitzt bedeutende moderne Kunstwerke, nämlich Glasfenster (1954) von Fernand Léger, im Chor Wandteppiche (1957) von Jean Lurçat sowie ein Tabernakel (1953) von Remo Rossi. Courfaivre war seit der ersten Erwähnung 1327 eine eigene Pfarrei.

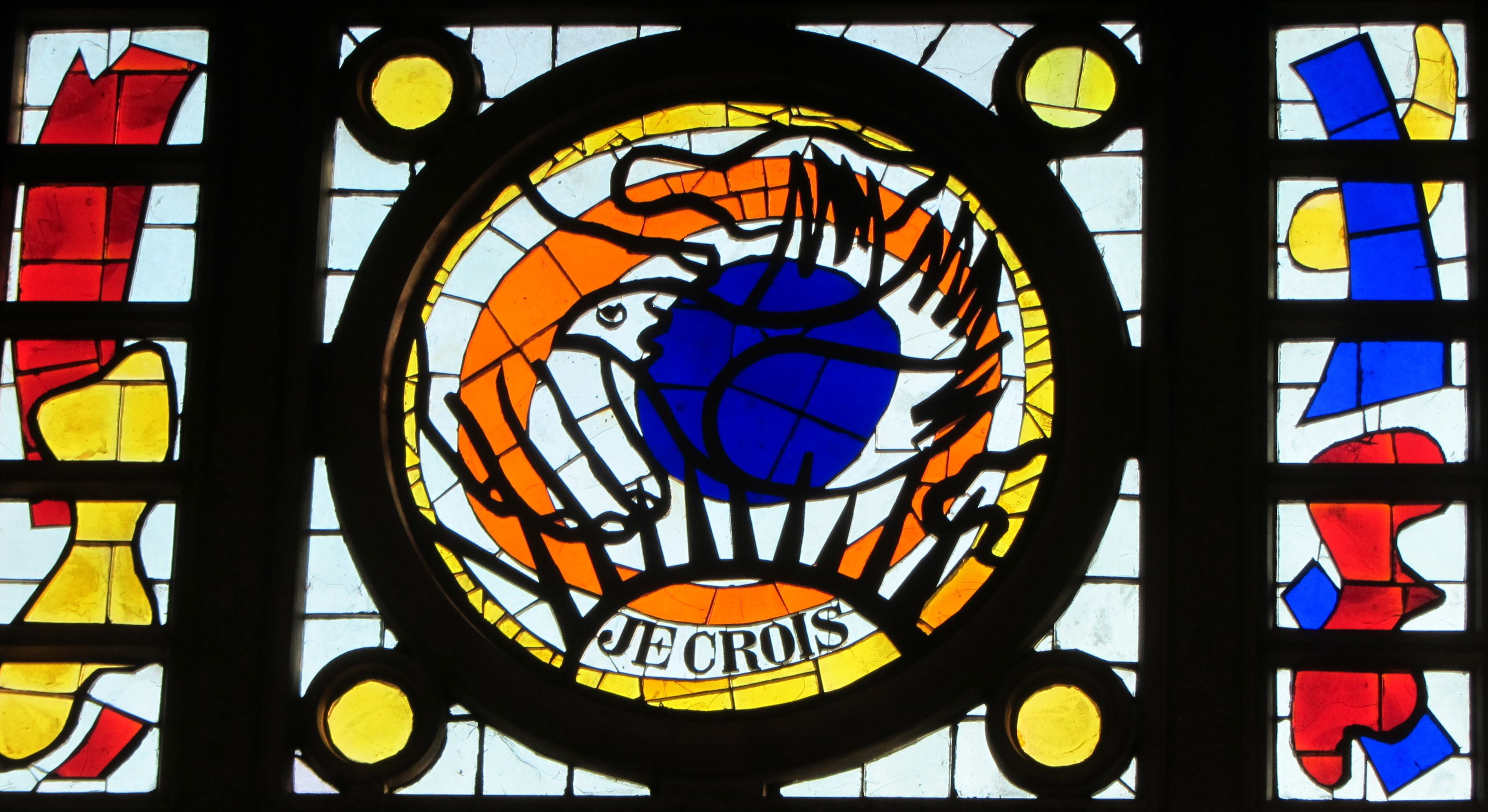
Kirchenfenster von Fernand Léger

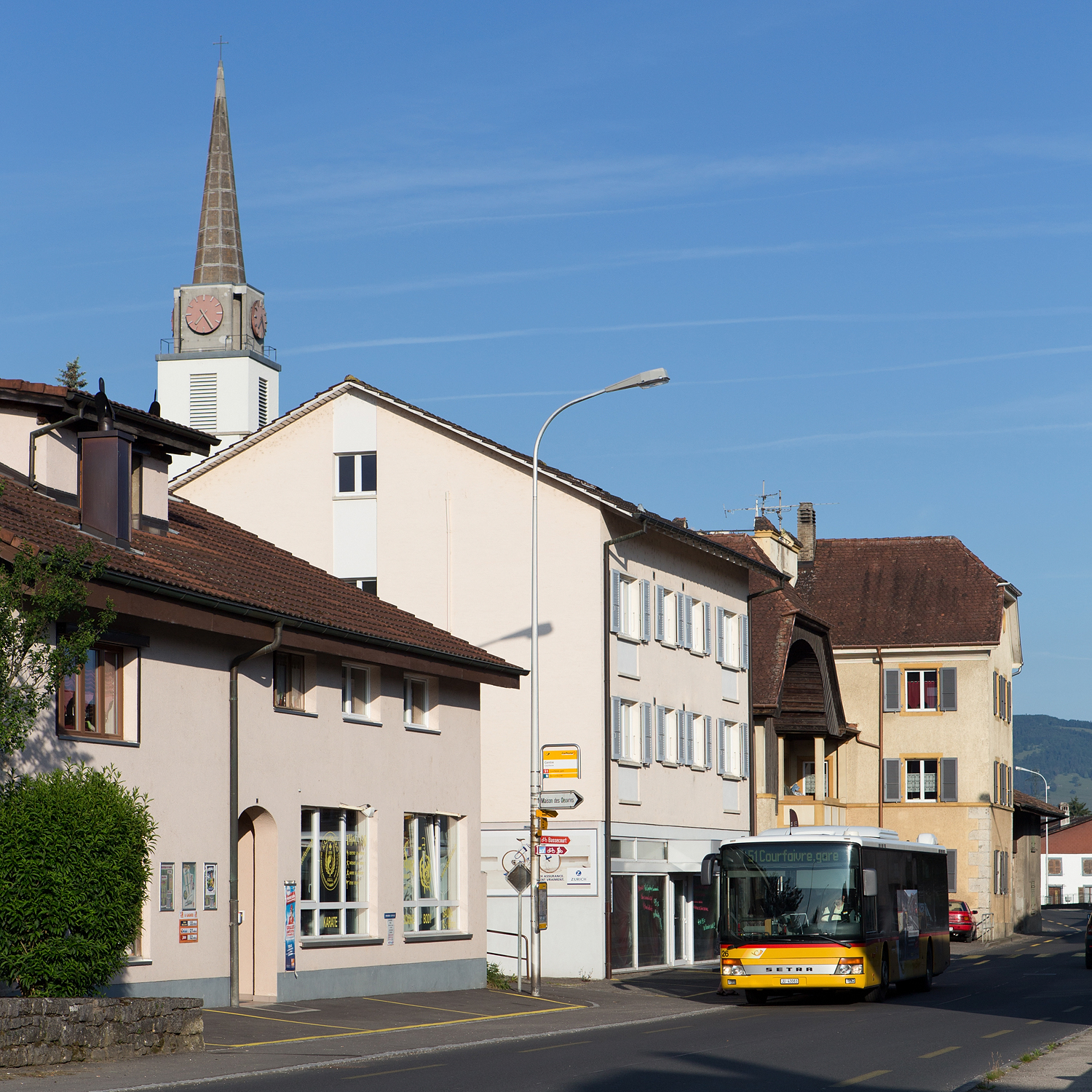
Dorfzentrum
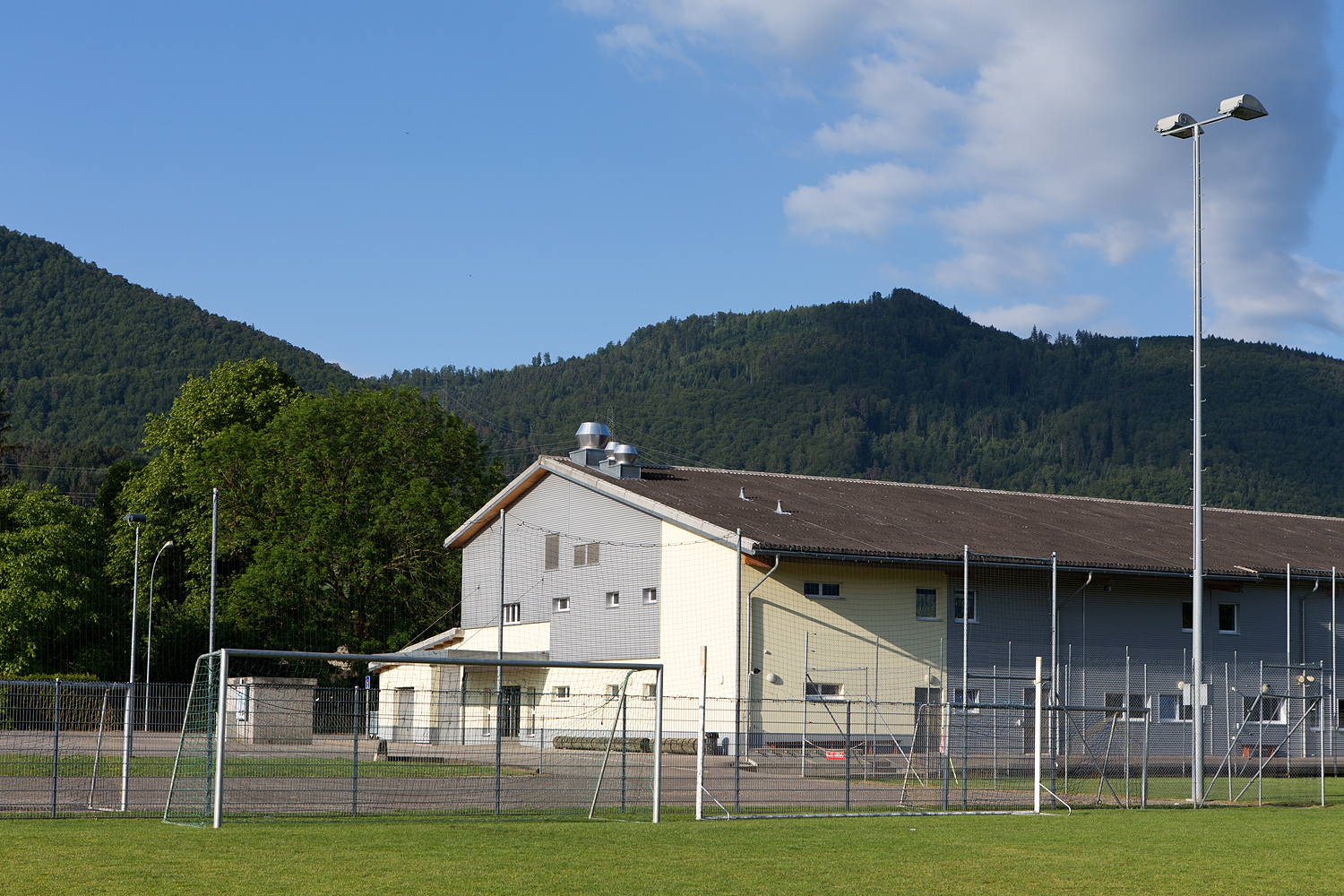
Kultur- und Sportzentrum
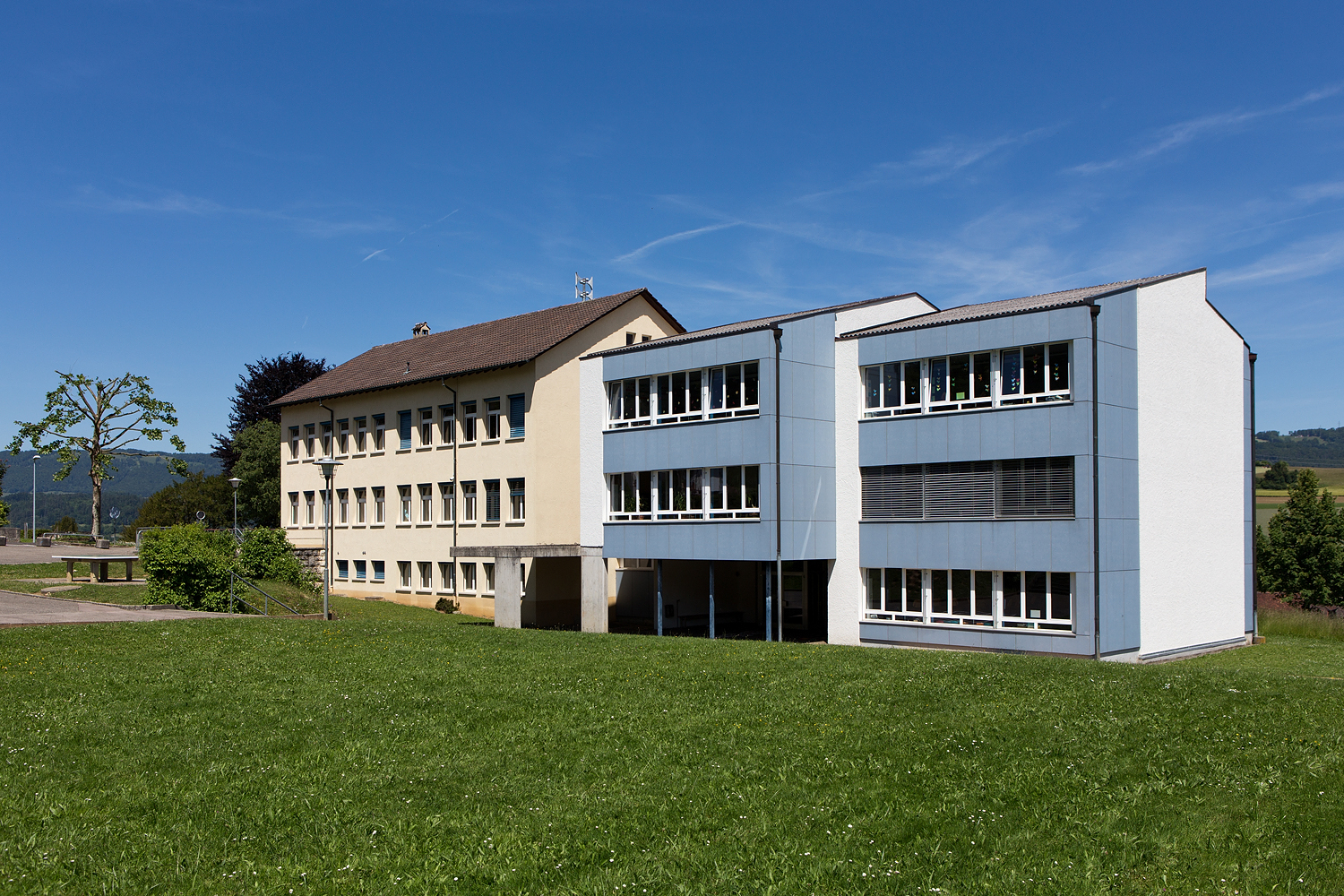
Primarschulhaus
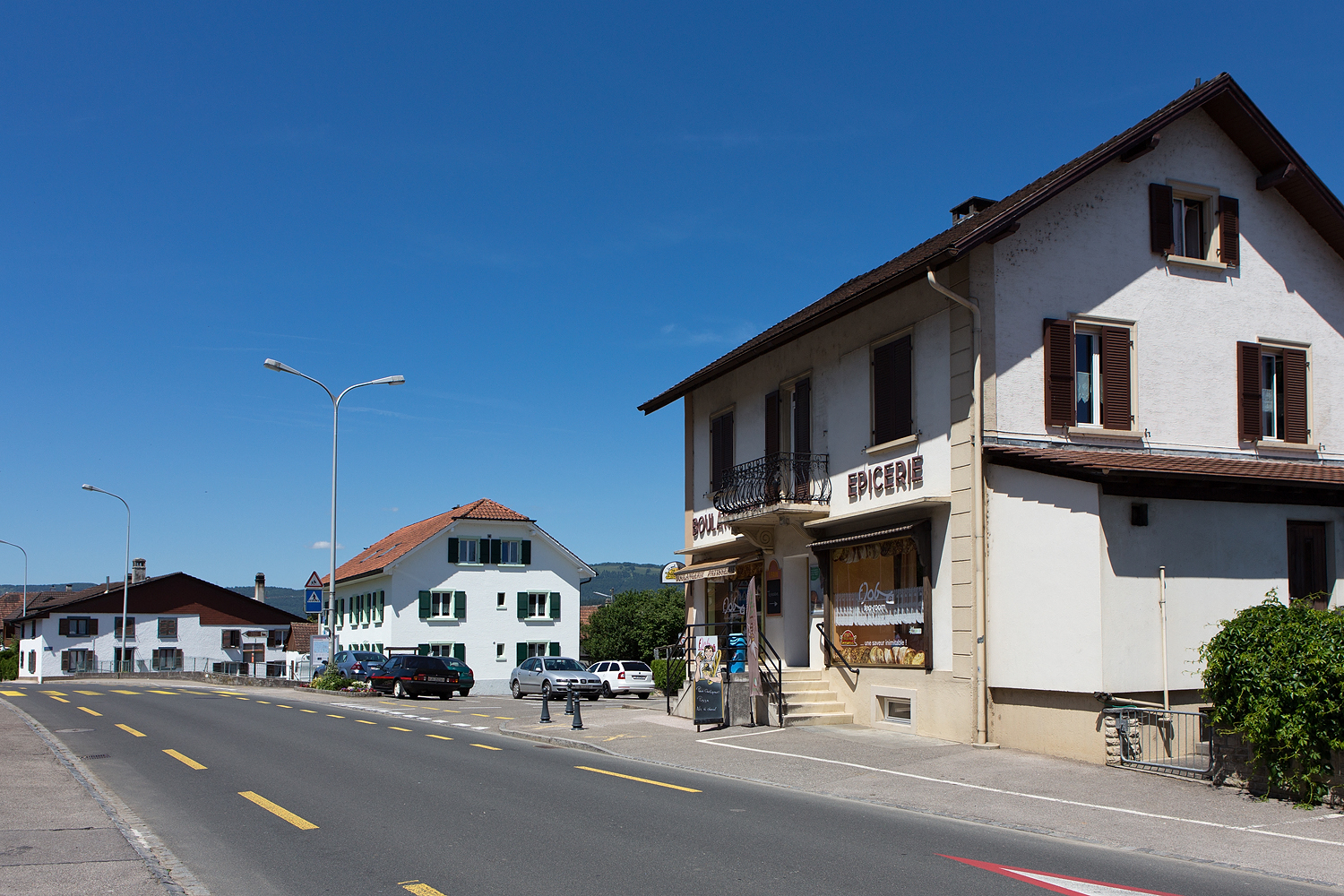
Bäckerei
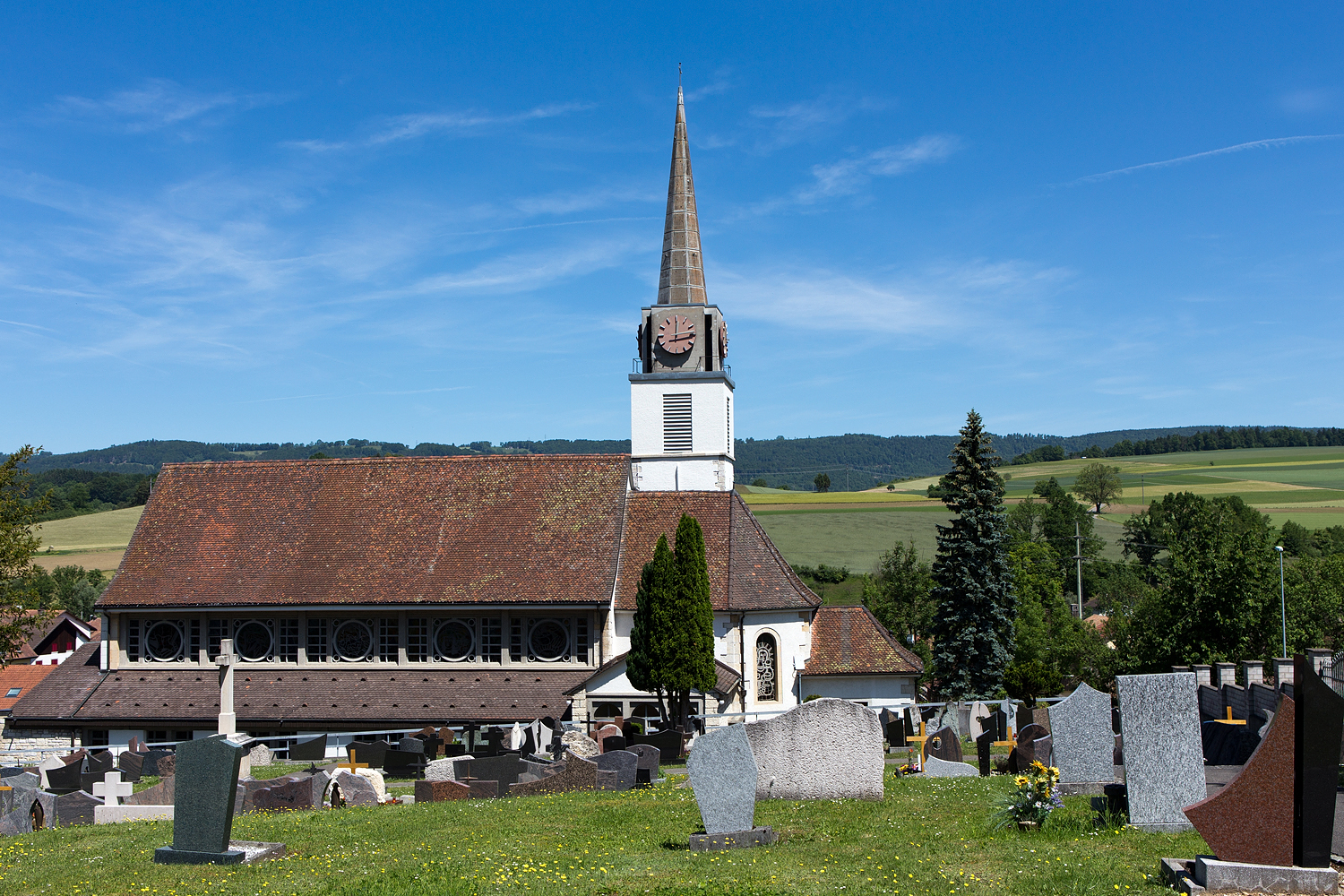
Kirche
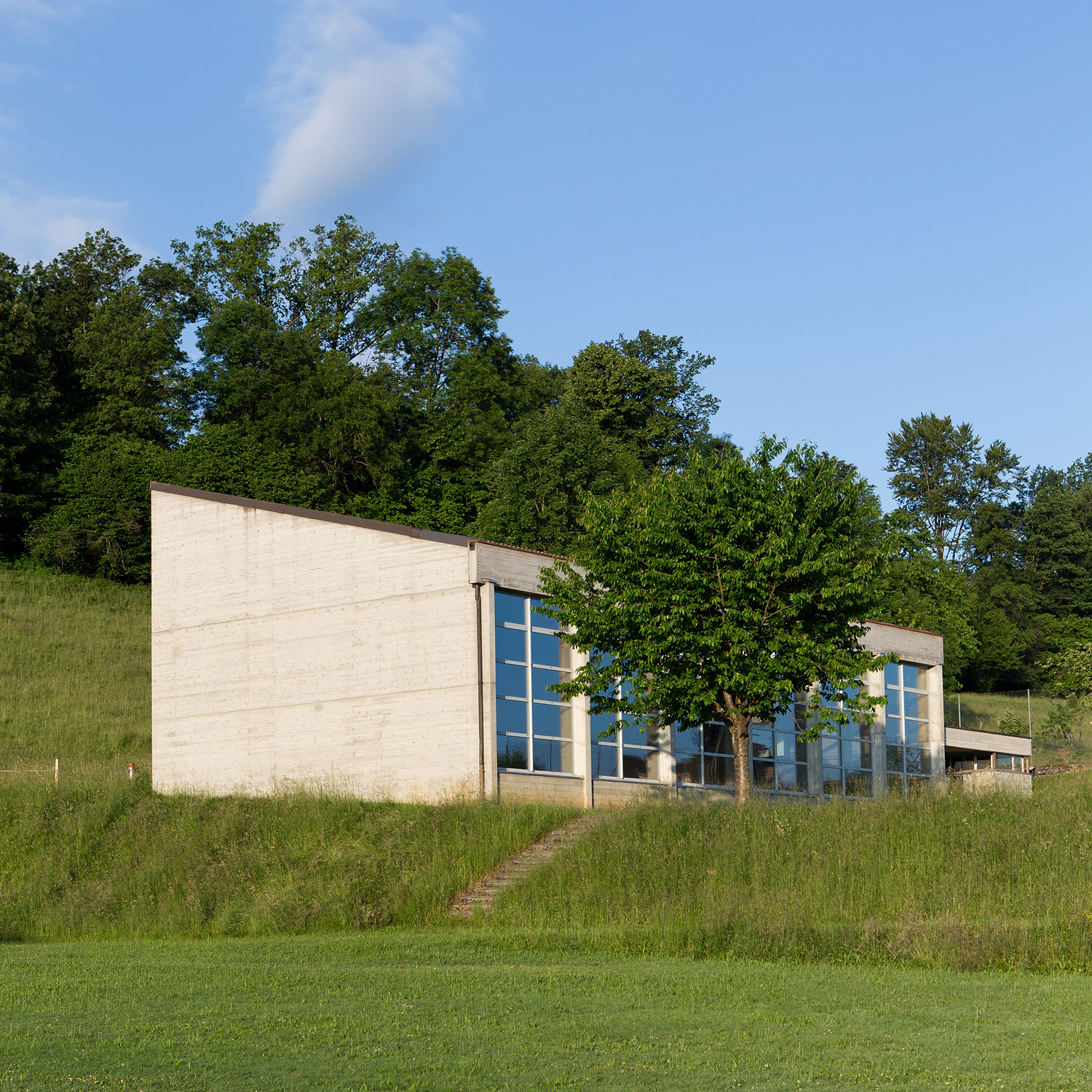
Turnhalle
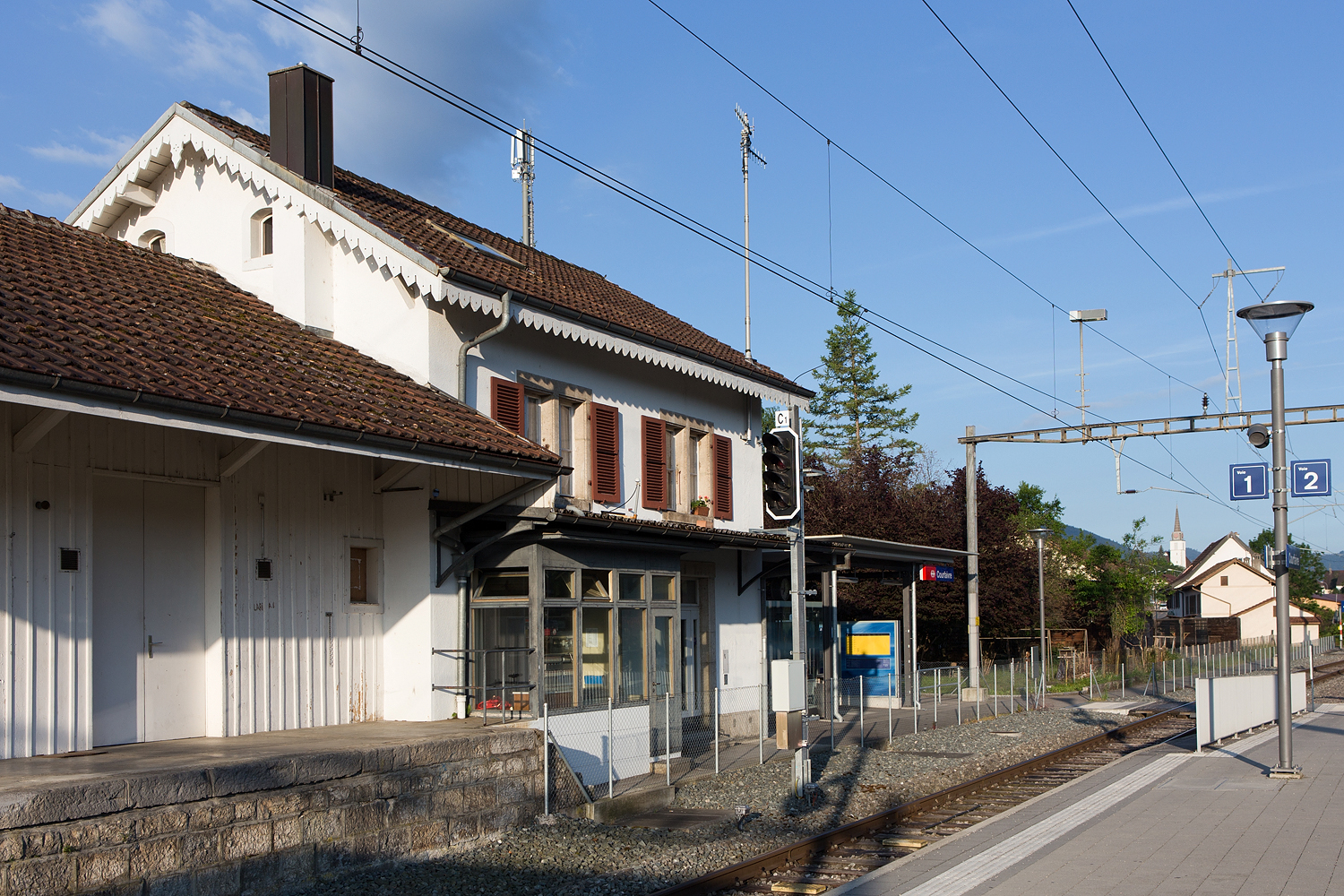
Bahnhof
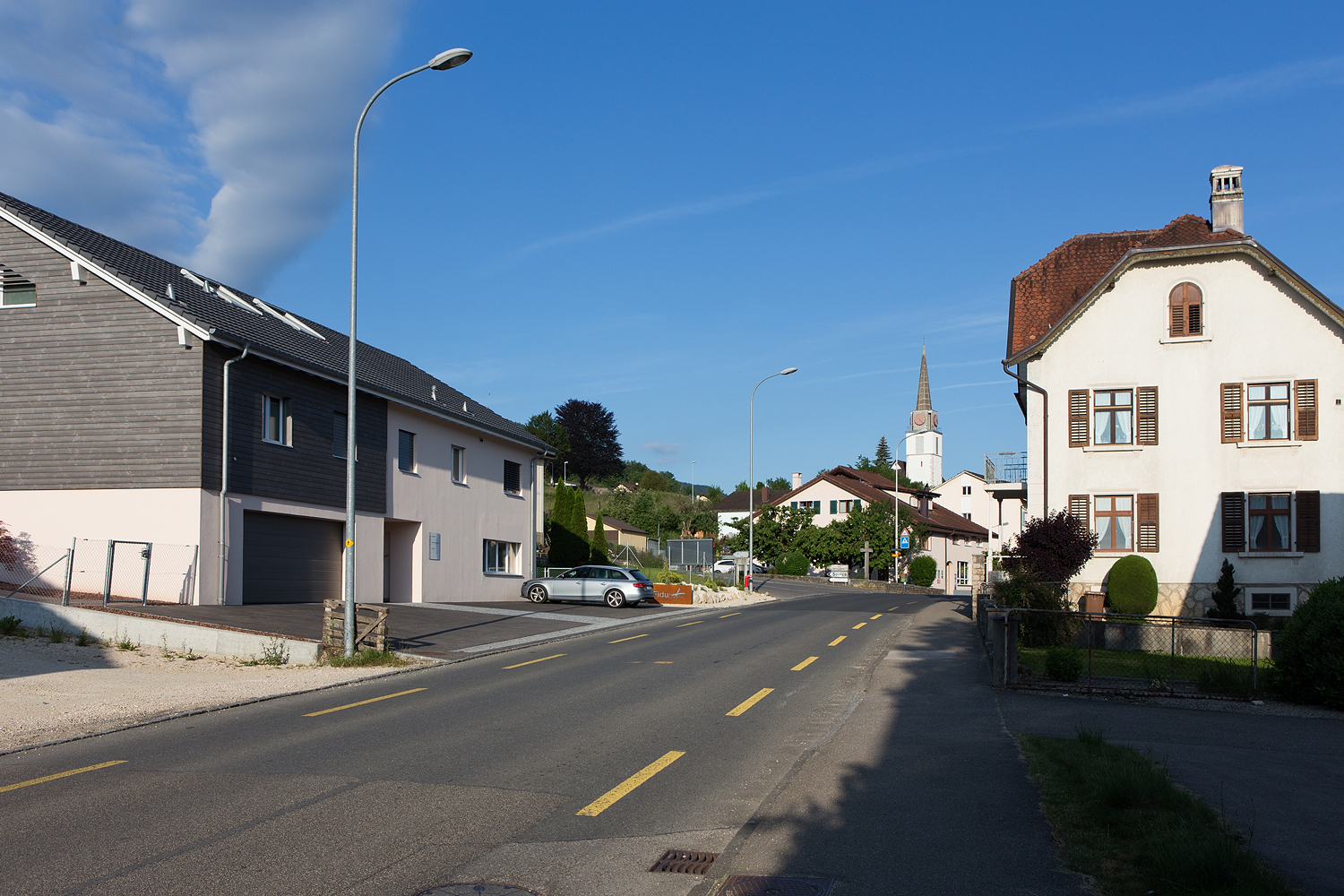
Östlicher Dorfteil